# Fürst (nazwisko)
Fürst to niemieckie nazwisko (Fürst - książę).
Osoby noszące to nazwisko: 
- Christiane Fürst
- Gebhard Fürst
- János Fürst
- Silvia Fürst

Spolszczona postać Firszt spotykana wśród potomków Głuchoniemców.